# DO-178B Software Standard
Die Norm DO-178B, auch bekannt unter der englischen Bezeichnung Software Considerations in Airborne Systems and Equipment Certification (deutsch etwa: „Richtlinien zur Zertifizierung von Avionik-Software“), ist ein international anerkannter Standard, der Richtlinien für die Entwicklung von sicherheitskritischer Software in der Luftfahrtindustrie festlegt. Er wurde von der RTCA entwickelt und dient dazu, die Sicherheit und Zuverlässigkeit von Software, die in Flugzeugen und anderen Luftfahrtsystemen eingesetzt wird, zu gewährleisten. RTCA veröffentlichte das Dokument im Jahr 1992 als DO-178B, während EUROCAE das Dokument als ED-12B bezeichnet, worunter es insbesondere in Europa bekannt war. Obwohl es sich technisch gesehen um eine Richtlinie handelt, war es eine De-facto-Norm für die Entwicklung von Avionik-Softwaresystemen, bis es im Dezember 2011 bzw. Januar 2012 durch DO-178C ersetzt wurde. DO-178B ist von Luftfahrtbehörden wie der FAA und der EASA anerkannt.
Der Standard definiert verschiedene Entwicklungsstufen und -prozesse, die sicherstellen sollen, dass die Software den erforderlichen Sicherheitsanforderungen entspricht. Dazu gehören unter anderem die Planung, die Anforderungsanalyse, das Design, die Implementierung, das Testen und die Verifizierung der Software. DO-178B legt auch fest, wie die Nachverfolgbarkeit von Anforderungen und die Dokumentation der Entwicklungsprozesse erfolgen müssen.